# Dunfermline Athletic FC
A Dunfermline Athletic FC egy skót labdarúgócsapat Dunfermline-ban.
A klubot 1885-ben alapították, beceneve: The Pars. Kétszeres kupagyőztes. Hazai mérkőzéseiknek a 12 509 férőhelyes (mind ülőhely) East End Park ad otthont.

## Sikerek
- Skót másodosztály
  - 1. hely (3): 1988/89, 1995/96, 2010/11
- Skót kupa
  - 1. hely (2): 1960/61, 1967/68
- Kupagyőztesek Európa Kupája
  - Elődöntős (1): 1968/69

## Klubrekordok
- Legnagyobb arányú győzelem: 11–2 a Stenhousemuir ellen, skót bajnoki meccsen, 1930.
- Legnagyobb arányú vereség:0–10 a Dundee ellen, skót bajnoki meccsen, 1947. március 22.
- Legmagasabb hazai nézőszám tétmeccsen:  27 816, a Celtic ellen, 1968.
- Legmagasabb hazai nézőszám európai kupameccsen: 26 000, a West Bromwich elleni, 1969-es KEK meccsen.
- Legtöbb válogatottsággal rendelkező játékos: Andrius Skerla (Litvánia), (81 alkalom) 2000–2005
- Legtöbb alkalommal pályára lépő játékos: Norrie McCathie, 576, (497 mérkőzésen) 1981–1996
- Legtöbb gólt szerző játékos: Charles Dickson, 212, (154 mérkőzésen) 1955–1964
- Legdrágábban vett játékos: Kozma István, 540 000 font, Girondins de Bordeaux, 1989. augusztus 9.
- Legdrágábban eladott játékos: Jackie Mcnamara, 650 000 font, Celtic, 1995. október 4.

## Európai kupákban való szereplés
| Szezon  | Versenykiírás               | Forduló                  | Nemzet      | Klub                  | Hazai | Idegenbeli         | Összesítés            |
| ------- | --------------------------- | ------------------------ | ----------- | --------------------- | ----- | ------------------ | --------------------- |
| 1961–62 | Kupagyőztesek Európa-kupája | Selejtezőkör             | IRE         | St Patrick's Athletic | 14–1  | 4–0                | 18–1                  |
| 1961–62 | Kupagyőztesek Európa-kupája | 1. forduló               | Jugoszlávia | FK Vardar             | 5–0   | 0–2                | 5–2                   |
| 1961–62 | Kupagyőztesek Európa-kupája | negyeddöntő              | HUN         | Újpesti Dózsa         | 0–1   | 3–4                | 3–5                   |
|         |                             |                          |             |                       |       |                    |                       |
| 1962–63 | Vásárvárosok kupája         | 1. forduló               | ENG         | Everton               | 2–0   | 0–1                | 2–1                   |
| 1962–63 | Vásárvárosok kupája         | 2. forduló               | ESP         | Valencia              | 6–2   | 0–4                | 6–6 (3. mérkőzés 0-1) |
|         |                             |                          |             |                       |       |                    |                       |
| 1964–65 | Vásárvárosok kupája         | 1. forduló               | SWE         | Örgryte IS            | 4–2   | 0–0                | 4–2                   |
| 1964–65 | Vásárvárosok kupája         | 2. forduló               | NSZK        | VfB Stuttgart         | 1–6   | 0–0                | 1–9                   |
| 1964–65 | Vásárvárosok kupája         | 3. forduló               | ESP         | Athletic Club         | 1–0   | 0–1                | 1–1 (3. mérkőzés 1-2) |
|         |                             |                          |             |                       |       |                    |                       |
| 1965–66 | Vásárvárosok kupája         | 2. forduló               | DEN         | Boldklubben 1903      | 5–0   | 4–2                | 9–2                   |
| 1965–66 | Vásárvárosok kupája         | 3. forduló               | TCH         | FC Zbrojovka Brno     | 2–0   | 0–0                | 2–0                   |
| 1965–66 | Vásárvárosok kupája         | negyeddöntő              | ESP         | Real Zaragoza         | 1–0   | 2–4 (hosszabbítás) | 3–4                   |
|         |                             |                          |             |                       |       |                    |                       |
| 1966–67 | Vásárvárosok kupája         | 1. forduló               | NOR         | Frigg                 | 3–1   | 3–1                | 6–2                   |
| 1966–67 | Vásárvárosok kupája         | 2. forduló               | Jugoszlávia | NK Dinamo Zagreb      | 4–2   | 0–2                | 4–4                   |
|         |                             |                          |             |                       |       |                    |                       |
| 1968–69 | Kupagyőztesek Európa-kupája | 1. forduló               | CYP         | APOEL                 | 10–1  | 2–0                | 12–1                  |
| 1968–69 | Kupagyőztesek Európa-kupája | 2. forduló               | GRE         | Olimbiakósz           | 4–0   | 0–3                | 4–3                   |
| 1968–69 | Kupagyőztesek Európa-kupája | negyeddöntő              | ENG         | West Bromwich Albion  | 0–0   | 1–0                | 1–0                   |
| 1968–69 | Kupagyőztesek Európa-kupája | Elődöntő                 | TCH         | ŠK Slovan Bratislava  | 1–1   | 0–1                | 1–2                   |
|         |                             |                          |             |                       |       |                    |                       |
| 1969–70 | Vásárvárosok kupája         | 1. forduló               | FRA         | Bordeaux              | 4–0   | 0–2                | 4–2                   |
| 1969–70 | Vásárvárosok kupája         | 2. forduló               | POL         | Gwardia Warszawa      | 2–1   | 1–0                | 3–1                   |
| 1969–70 | Vásárvárosok kupája         | 3. forduló               | Belgium     | RSC Anderlecht        | 3–2   | 0–1                | 3–3                   |
|         |                             |                          |             |                       |       |                    |                       |
| 2004–05 | UEFA-kupa                   | Selejtezőkör, 2. forduló | Izland      | FH Hafnarfjarðar      | 1–2   | 2–2                | 3–4                   |
|         |                             |                          |             |                       |       |                    |                       |
| 2007–08 | UEFA-kupa                   | Selejtezőkör, 2. forduló | SWE         | BK Häcken             | 1–1   | 0–1                | 1–2                   |

### Jelenlegi keret
2012. január 1. állapotoknak megfelelően.
| #  |     | Poszt | Név                               |
| -- | --- | ----- | --------------------------------- |
| 1  | SCO | K     | Paul Gallacher                    |
| 2  | SCO | V     | Jason Thomson (kölcsönben Hearts) |
| 3  | SCO | V     | Austin McCann (kapitány)          |
| 4  | SCO | KP    | Gary Mason                        |
| 5  | SCO | V     | Kevin Rutkiewicz                  |
| 6  | SCO | V     | Alex Keddie                       |
| 7  | ENG | KP    | Joe Cardle                        |
| 8  | SCO | KP    | Martin Hardie                     |
| 9  | SCO | CS    | Andrew Barrowman                  |
| 10 | NIR | CS    | Andy Kirk                         |
| 11 | SCO | CS    | David Graham                      |
| 12 | SCO | CS    | Steven McDougall                  |
| 13 | SCO | V     | Patrick Boyle                     |
| 14 | SCO | KP    | Nick Phinn                        |

| #  |     | Poszt | Név             |
| -- | --- | ----- | --------------- |
| 15 | SCO | V     | Andy Dowie      |
| 16 | SCO | V     | John Potter     |
| 17 | SCO | KP    | Paul Burns      |
| 18 | SCO | V     | Steven Bell     |
| 19 | SCO | CS    | Liam Buchanan   |
| 20 | SCO | K     | Chris Smith     |
| 22 | SCO | KP    | Paul Willis     |
| 23 | SCO | KP    | Ryan Thomson    |
| 26 | SCO | KP    | Craig Easton    |
| 31 | SCO | CS    | Steven Leslie   |
| 32 | SCO | CS    | Conor Schiavone |
| 34 | SCO | KP    | Shaun Byrne     |
| 39 | SCO | V     | Kerr Young      |

## Külső hivatkozások
- Hivatalos weboldal (angolul)
- A BBC honlapján (angolul)